# برنامه بازاریابی
برنامه بازاریابی (به انگلیسی: Marketing Plan) یکی از بخش‌های مهم طرح کسب‌وکار به‌شمار می‌آید. از این رو فرایند برنامه‌ریزی بازاریابی بخش مهمی از فرایند برنامه‌ریزی و بودجه‌بندی سازمان‌ها تلقی می‌شود. طرح بازاریابی اهداف بازاریابی را تعیین می‌کند و راهبردهای دستیابی به آن‌ها را پیشنهاد می‌دهد. گرچه این طرح تمام اهداف و راهبردهای سازمان را در بر نمی‌گیرد. برنامه بازاریابی در صورتی که رابطه علت و معلولی مناسبی بین اهداف و استراتژی و همچنین تاکتیک‌های اجرای استراتژی را در بر داشته باشد می‌تواند فرایند مدیریت بازاریابی سازمان را تضمین نماید.
اصطلاح طرح بازاریابی برای تشریح روش‌های به‌کارگیری منابع بازاریابی برای رسیدن به اهداف بازاریابی به کار می‌رود. تقسیم بندی بازار، شناخت جایگاه بازار، پیش‌بینی اندازه بازار و برنامه‌ریزی سهم عملی بازار در مفهوم طرح بازاریابی جای می‌گیرند.
برای ایجاد یک برنامه بازاریابی یا همان مارکتینگ پلن، می بایست بسیار زیرکانه عمل کرد. مشاوران بازاریابی و تبلیغات، غالباً مشتریان خود را تهییج می‌کنند تا در بازارهای رقابت با حریفان با صرف هزینه‌های زیاد رقابت کنند. این رقابت اگر بر اساس یک برنامه دقیق و مدون اجرا نشود، می‌تواند تمام هزینه‌های انجام شده برای بازاریابی را از بین ببرد.
در یکی از مقالات نگاشته شده در این مورد که به موضوع نوشتن مارکتینگ پلن پرداخته شده، 15 مرحله برای نوشتن مارکتینگ پلن برای کسب و کارهای بزرگ و البته یک راهکار 5 مرحله‌ای برای کسب و کارهای نوپا، نظیر استارت آپ‌ها ارائه شده که می بایست آن‌ها را به ترتیب اجرایی نمود:
برنامه‌ریزی برای یک مارکتینگ پلن، برای شرکت‌های بزرگ به شرح زیر است:
1. نوشتن برنامه کلی برای کسب و کار
2. تعیین مشتریان هدف
3. قیمت‌گذاری دقیق محصولات و تعیین جایگاه آنها
4. ایجاد یک مزیت رقابتی ارزشمند برای محصول
5. مشخص کردن سیستم پخش محصول مورد نظر
6. وجه تمایز را در خدماتتان هم مشخص کنید (مثل: ارسال رایگان، تضمین بازگشت وجه)
7. اقلام مورد نیاز را برای اجرای بازاریابی فراهم کنید
8. یک کمپین تبلیغاتی مؤثر تعریف کنید
9. استراتژی تبلیغات آنلاین را دقیق مشخص کنید
10. مراقب ROI باشید
11. سعی کنید برای تضمین بازگشت هزینه‌های انجام شده، ترفندی را در برنامه بگنجانید
12. برنامه‌های وفاداری مشتری داشته باشید
13. هزینه‌های (حتی جزئی) خرید و تراکنش‌هایش را محاسبه کنید
14. برای مشتریان حتی بعد از خرید هم برنامه داشته باشید
15. برنامه بودجه بنویسید

البته قابل ذکر است که یک مارکتینگ پلن، نباید شما را محدود به انجام فعالیت‌ها کند، بلکه این برنامه قابل اصلاح نیز هست.
و اما برنامه‌ریزی برای استارت آپ ها، یعنی اجرای یک مارکتینگ پلن که جزئیاتی مانند کسب و کارهای بزرگ ندارد و تا حد زیادی در بازار ناشناخته به سر می برد، قطعاً ساده‌تر از توضیحات بالا خواهد بود.
برنامه‌ریزی برای یک مارکتینگ پلن برای استارت آپ ها، به شرح زیر است:
1. آنالیز وضعیت کسب و کار: وضعیت کسب و کار را بررسی کنید و با نمونه‌های انجام شده خارجی بسنجید
2. مشتریان را هدف بگیرید: در دفتر کارتان شرح بند به بندی دربارهٔ مشتریانتان داشته باشید تا الگوی حرکتتان باشد
3. تعریف اهداف: اهدافتان را برای 1 سال آینده بنویسید. البته اهداف باید مشخص و دقیق باشند نه کلی گویی: به عنوان مثال: افزایش 22% فروش
4. تعریف استراتژی ها: می بایست مشخص کنید که هر بخش از سرمایه برای چه دسته‌ای فعالیت‌ها هدف‌گیری شود! چه بخشی آنلاین، چه بخشی آفلاین و ...
5. بودجه بندی دقیق: باید تمام رویدادها را در قالب یک تقویم داشته باشید تا بتوانید میزان هزینه‌های مورد نیاز را در کسب و کار تأمین کنید.